# Chema Lara (actor de doblaje)
José María Lara Sentís, conocido como Chema Lara (Alicante, 20 de marzo de 1955 – Madrid, 2 de septiembre de 2013) fue un intérprete, director, adaptador y profesor de doblaje español.

## Biografía
Hijo de padre andaluz (San Fernando, Cádiz) y madre catalana (Barcelona), pasó su infancia y adolescencia en Alicante. Con 17 años se fue a vivir a Madrid donde comenzó estudios de periodismo y ciencias políticas, aunque finalmente cursó estudios de interpretación y canto. Durante catorce años estuvo trabajando como intérprete en diferentes compañías de zarzuela y haciendo giras por toda España con directores como Miguel Narros, Ángel Montesinos, José Osuna y Manuel Canseco, entre otros. 
Chema Lara empieza su trayectoria en doblaje en el año 1989, siendo contratado por Arcofón estudios y permaneciendo allí durante unos años para luego empezar su andadura libre de contrato por todos los estudios de Madrid. Realizó más de 700 trabajos como actor de doblaje, destacando su intervención en series de televisión como Falcon Crest, Expediente X, Los Soprano, Gossip Girl, Los Increíbles, Los Simpsons, Dexter, La Juez Amy, Padre de Familia, Los caballeros del Zodiaco, o Ally McBeal, y películas como Los Otros o Ágora. Su tipo y edad de voz están clasificados como "grave" y fue la voz de actores como Ray Abruzzo. Como director y adaptador de doblaje también desarrolló su labor en películas como Rosa y negro, Un amor de verano, así como en series de televisión, destacando Las chicas Gilmore, Apartamento de solteros o Lo que me gusta de ti.
Comprometido con su profesión, en el año 2004 formó parte de la junta de doblaje en la Unión de Actores para posteriormente ser vocal y responsable de comunicación de Feprodo (Federación Española de Profesionales del Doblaje), y también vocal y responsable de comunicación en Adoma (Artistas de Doblaje de Madrid) durante varios años. 
Chema Lara fue profesor de la Escuela de Doblaje de Alicante durante sus últimos diez años, donde destacó por su labor docente. Su preocupación por el cuidado del lenguaje y corrección del español era notable en sus trabajos. En recuerdo a su memoria, a comienzos del curso 2013-2014, el estudio de grabación Lucentum Digital, sede de la escuela, nombró su estudio principal como “Sala Chema Lara”.
Amante de la historia de España, sus investigaciones le llevaron a reunir una importante biblioteca particular. También escribió una novela inédita titulada Taifas y participó en tertulias de radio y televisión como analista político. 
Chema Lara murió de cáncer en Madrid el 2 de septiembre de 2013. Cumpliendo con su voluntad, se donó su biblioteca personal de más de mil títulos a la Biblioteca de la Universidad Carlos III de Madrid, campus de Colmenarejo, pueblo en el que residía.